# Parafia katedralna Najświętszej Maryi Panny Królowej Polski w Warszawie
Parafia katedralna Najświętszej Maryi Panny Królowej Polski – parafia rzymskokatolicka w Warszawie, podporządkowana bezpośrednio Wikariuszowi Biskupiemu ds. Koordynacji Pracy Dziekanów. Ma siedzibę przy ulicy Długiej 13/15.

## Opis
Parafia została erygowana 21 stycznia 1993 roku. Do 2012 roku należała do Warszawskiego Dekanatu Wojskowego).
W 2022 roku parafia przejęła od miasta dotychczasowy oddział Muzeum Warszawy − Muzeum Ordynariatu Polowego.
Parafia jest obsługiwana przez księży diecezjalnych. Jej proboszczem jest ks. płk Karol Skopiński.  